# 陈章太
陈章太（1932年11月—2021年10月17日），笔名洪平、梁仁、钟雨等，男，福建永春人，中国语言学家，曾任中国语言学会秘书长。